# Jutta Frasch
Jutta Gisela Frasch (* 24. März 1957 in Bremen) ist eine deutsche Diplomatin im Ruhestand.

## Leben
Nach dem Abitur begann Jutta Frasch 1975 ein Studium der Wirtschaftswissenschaften, das sie 1980 mit der Diplomprüfung als Diplom-Ökonomin abschloss. Nachdem sie zwischen 1981 und 1982 den 17. Ausbildungsgang am Deutschen Institut für Entwicklungspolitik (DIE) in Bonn absolviert hatte, trat sie 1983 in den Auswärtigen Dienst ein. 

## Laufbahn
Nach Abschluss der Attachéausbildung und der Laufbahnprüfung für den höheren Dienst war sie von 1985 bis 1988 im Auswärtigen Amt in Bonn tätig. Im Anschluss war Frasch an der Botschaft Belgrad (Jugoslawien) und danach von 1991 bis 1994 Mitglied der Delegation bei der Konferenz über Sicherheit und Zusammenarbeit in Europa (KSZE) in Wien, wo sie sich mit Vertrauens- und Sicherheitsbildenden Maßnahmen (VSBM) beschäftigte. Nachdem sie zwischen 1994 und 1995 als nationale Expertin bei der Europäischen Kommission in Brüssel gearbeitet hatte, war sie anschließend Mitarbeiterin bei der Ständigen Vertretung der Bundesrepublik Deutschland bei der Europäischen Union in Brüssel und danach von 1996 bis 1997 Mitarbeiterin im Planungsstab des Auswärtigen Amtes.
1997 wurde Frasch Referentin für Europapolitik bei einer Fraktion des Deutschen Bundestages und war danach von 2000 bis 2005 Referatsleiterin im Auswärtigen Amt, ehe sie im Anschluss bis 2008 Ständige Vertreterin des Leiters der Botschaft Warschau (Polen) war. Nachdem sie zwischen 2008 und 2009 als Beraterin für die Stiftung Wissenschaft und Politik (SWP) in Berlin gearbeitet hatte, wurde sie Koordinatorin für Internationale Personalpolitik im Auswärtigen Amt und danach dort von 2010 bis 2012 Beauftragte für Kultur und Deutsch als Fremdsprache sowie zugleich stellvertretende Leiterin der Abteilung für Auswärtige Kultur- und Bildungspolitik. 
Von 2012 bis 2015 war Frasch Botschafterin der Bundesrepublik Deutschland in Vietnam und dort Nachfolgerin des am 23. Februar 2012 verstorbenen bisherigen Botschafters Claus Wunderlich. Von 2015 bis 2018 war sie Botschafterin der Bundesrepublik Deutschland in Kenia, anschließend Chefinspekteurin im Auswärtigen Amt. Von Mitte 2021 bis Mitte 2023 war sie Ständige Vertreterin Deutschlands beim Europarat.